# Phothecla
Phothecla là một chi bướm ngày thuộc họ Lycaenidae.